# Требгаст (приток Вайсер-Майна)
Требгаст (нем. Trebgast) — река в Германии, протекает по земле Бавария, левый приток Вайсер-Майна. Речной индекс 24116.
Образуется на территории общины Биндлах при слиянии двух небольших речек — Фуртбах (Furtbach) и Флусграбен (Flußgraben). В описании характеристик реки рассматриваются иногда совместно Требгаст и Фуртбах. Тогда общая длина реки 17,65 км, площадь бассейна 63,76 км². Высота истока 355 м. Высота устья 322 м.